# Gare d'Ingersoll
La  gare d'Ingersoll à Ingersoll, en Ontario, est desservie par Via Rail Canada.